# Piràmide (arquitectura)

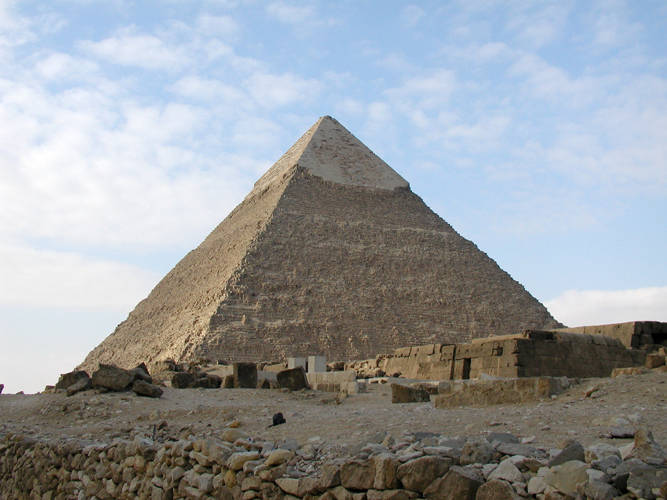
Piràmide de Khefren

Una piràmide és una construcció monumental en forma piramidal que normalment té una base quadrangular. El mot prové del grec πυραμίς, -ίδος, i, a través del llatí pyrămis, -ĭdis. A l'antic Egipte, i també a l'Índia, aquestes construccions eren utilitzades com a sepulcre; els maies i els asteques les feien servir com a temple. A les civilitzacions precolombines les piràmides, normalment, tenien una funció funerària.
A l'antic Egipte, les piràmides eren tombes on s'enterrava un faraó, una reina o els nobles que formaven part de la cort del faraó. Els egipcis les anomenaven mer. En realitat, la piràmide egípcia era el centre d'un vast conjunt arquitectònic. La moda es va estendre cap al Sudan, tot i que les piràmides hi eren de petites dimensions i llur forma externa diferia de les egípcies. Aquests grans monuments funeraris van evolucionar a partir de les mastabes fins a arribar a formar construccions colossals com les de la necròpolis de Guiza. La primera piràmide de la qual es té constància és la piràmide esglaonada de Djoser atribuïda a Imhotep, construïda cap al 2700 aC a Saqqara.
Les primeres piràmides que ja presenten parets completament llises, les anomenades «clàssiques», estan datades cap al 2500 aC, com la piràmide de Meidum, que és mig derruïda. Així, les piràmides que es poden considerar de referència són les de les dinasties III-VI (2650-2345 aC). Més tard, a l'època dels cèsars romans, es van construir tombes gegantines i algunes, com l'anomenada Piràmide de Cesti, són clarament inspirades en els models de l'Egipte dels Ptolemeus. En aquest ampli espectre de construccions piramidals també hi trobem exemples més actuals, construïdes en ple segle xx, com l'edifici Piràmide transamèrica de San Francisco (1972) o la piràmide de vidre del Museu del Louvre (1980).

## Història

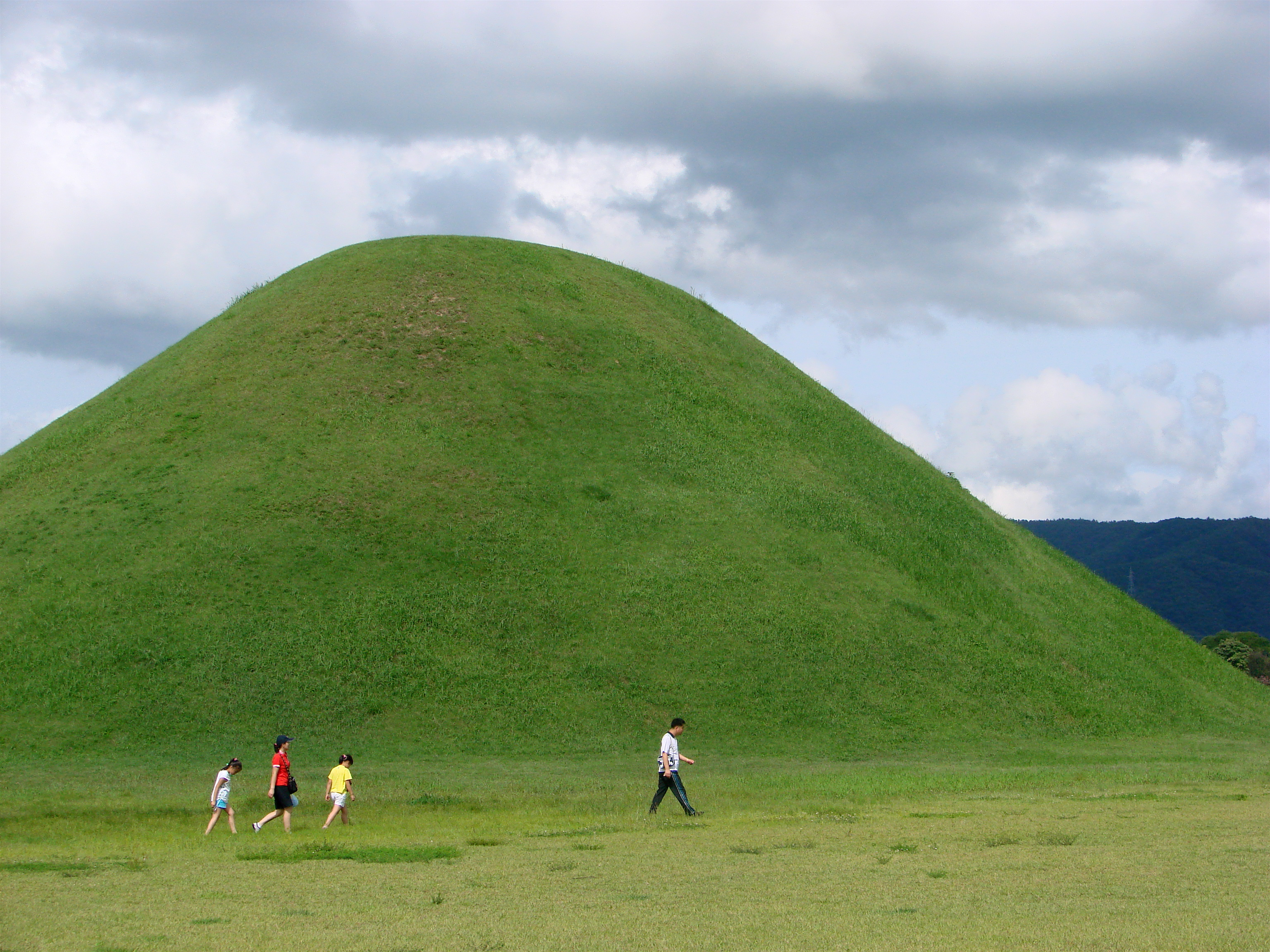
Túmul de Silla a Corea del Sud

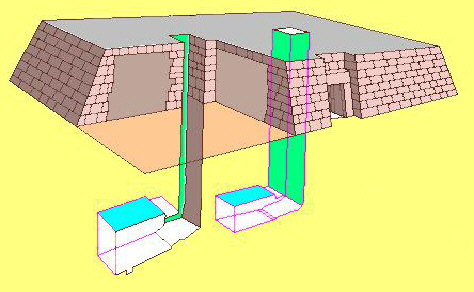
Esquema d'una mastaba

S'ha discutit llargament sobre l'origen de la forma piramidal en la construcció. Les piràmides van sorgir en diferents civilitzacions sense contacte entre si, la qual cosa ha donat lloc a especulacions de tota índole. Tanmateix, des d'un punt de vista merament estructural o constructiu, la forma piramidal és un resultat gairebé inevitable del simple desig de guanyar altura amb un material bàsic la pedra. De fet, les primeres construccions en poblats primitius eren de planta circular, normalment amb la part baixa de pedres, els murs de fang i voltades de tal manera que acabaven sent com unes boles semiesfèriques. Així es pot observar en una reconstrucció del poblat de Khirokitia, a Xipre, un poblat que es remunta a mitjan segle iv aC.
En moltes cultures el túmul sepulcral va començar a ser una forma arquitectònica simple. Aquesta mena de monument es construïa després que el cos d'un individu mort fos inhumat. Es feia un petit relleu i amb terra es construïen estructures tumulàries molt primitives, de pedra, probablement per tal de fer més fàcil la localització de la tomba, i seguint unes tradicions religioses determinades; malauradament, la major part d'aquests monuments funeraris han desaparegut per l'erosió i l'activitat agrícola. Les primeres construccions de pedra, per tant, van obeir a propòsits funeraris o religiosos, i tant a l'antic Egipte —amb les mastabes— com a Amèrica ja van adoptar una forma troncopiramidal característica. La raó d'aquesta forma també es deu a la necessitat d'estabilitzar els munts de pedra, ja que a causa la pressió exercida per l'apilament del material el terreny sol cedir i enfonsar-se pels costats, ocasionant esquerdes o, en el pitjor dels casos, ensorraments.
Amb el temps es van començar a edificar tombes i plataformes religioses damunt les construccions anteriors, potser amb la intenció de constatar un poder superior al dels anteriors governants. Aquest tipus de pràctiques van derivar en les piràmides escalonades, una construcció molt similar als ziggurats mesopotàmics, que van aparèixer al segle iv aC i que a partir del segle iii aC es van convertir en temples religiosos. Es coneixen unes trenta-cinc torres zigurats construïdes en vint-i-set ciutats que daten d'aquesta època, i que perduren fins a l'arribada de l'Imperi Neobabilònic o Segon Imperi Babilònic (626 aC - 539 aC). La construcció a Babilònia de la torre anomenada Etemenanki, dedicada a Marduk, ha estat associada a la torre bíblica de Babel, una edificació que va ser reconstruïda diverses vegades fins a la completa destrucció cap a l'any 323 aC, poc després de l'últim intent de conservar-la per part d'Alexandre el Gran.
No queda constància dels motius que van generar els canvis que conduïren a la construcció de la típica piràmide prismàtica, encara que no és absurd pensar que el salt formal fou simplement de caràcter estètic. Existeixen dues teories fonamentals sobre aquesta qüestió: 
- La dels positivistes —com Ludwig Borchardt[8] i William Flinders Petrie[9]—, que consideren que el resultat de la forma de la piràmide és el treball de diverses generacions d'arquitectes que, juntament amb les possibilitats tècniques de cada moment, van assolir la forma arquitectònica perfecta.
- La dels simbolistes —com Ernesto Schiaparelli[10]—, que en fan una interpretació simbòlica, com l'associació de la piràmide al disc solar, imatge que es copsa quan el sol sorgeix entre dues muntanyes, per la qual cosa, a més de l'ús funerari, també servia com a part del culte al déu Ra i a la deessa Hator.[11] Plini ja considerava que els obeliscs eren com raigs de sol petrificats i que la forma geomètrica no era casual sinó que representava raigs de llum que començaven en l'extrem superior de la petita piràmide i arribaven fins a la seva base per a escalfar la terra. Així les escales de les piràmides haurien permès als faraons ascendir a la regió celestial i, a més a més, el fet representava de manera simbòlica l'energia imprescindible per a l'existència de la vida.[12]

|  |  |

## Piràmides d'Egipte
En el període de les primeres dinasties de l'Antic Egipte, els poderosos que tenien prou mitjans econòmics eren enterrats en unes estructures en forma de banc anomenades mastabes. Més tard, vindrà la construcció d'un tipus de piràmide atribuïda a l'arquitecte Imhotep, que va dissenyar el que els egiptòlegs creuen que és una tomba per al faraó Djoser. Es considera que Imhotep hauria sigut el primer a concebre la idea d'apilar les mastabes una sobre l'altre, hi hauria creat un edifici compost per una sèrie de graons de les quals la circumferència diminueix de la base cap a l'àpex. El resultat va ser la piràmide esglaonada de Djoser, que va ser dissenyada per servir com una escala gegantina mitjançant la qual l'ànima del faraó mort podia ascendir cap als cels. Tal va ser la importància dels èxits d'Imhotep que, més tard, va ser deïficat posteriorment pels mateixos egipcis.
A Egipte, s'han descobert 138 piràmides. La majoria van ser construïdes com a tombes per als faraons de l'imperi i els seus consorts durant l'Imperi Antic i l'Imperi Mitjà. La Gran Piràmide de Guiza, construïda per Kheops (Khufu), és una de les set meravelles del món antic i és l'única que ha sobreviscut fins avui.

### Simbolisme

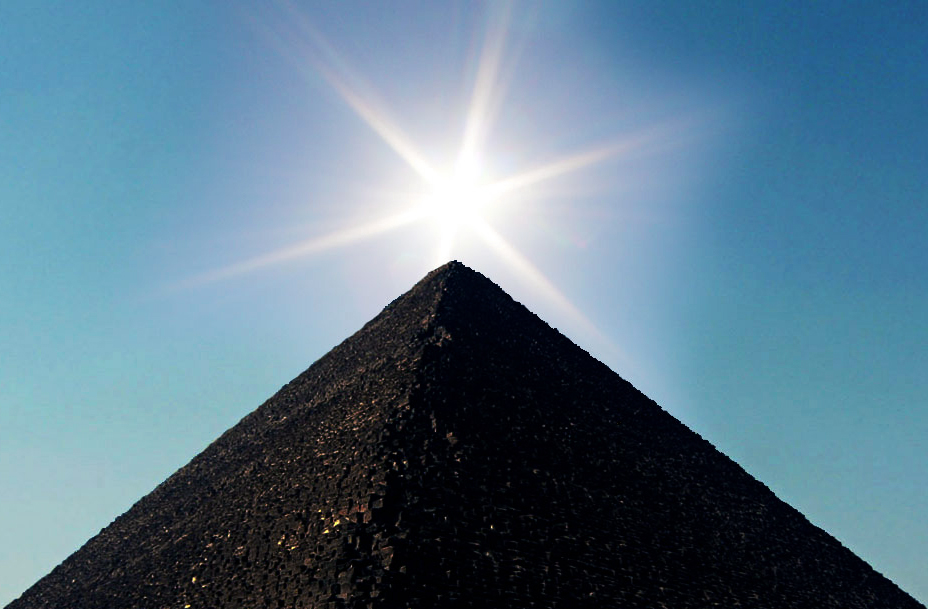
Sol sobre la piràmide de Kheops

La forma de les piràmides egípcies representaria el turó primordial, concepte que es basa en les creences que tenien els egipcis sobre la creació de la Terra. La forma d'una piràmide se suposa que representa els raigs del sol de ponent, i la majoria de les piràmides es van revestir amb pedra calcària polida, d'un color molt blanc i reflectant, per tal que en ser observades des de la distància presentessin un aspecte brillant; per tant, les piràmides mantenien una relació amb la llum solar. Per exemple, l'antic nom de la Piràmide encorbada de Dashur era «La piràmide lluminosa del sud», i la Piràmide de Lahun de Senusret II, a Lahun, «Senusret lluminós».
Encara que, en general, hi ha acord en afirmar que les piràmides eren monuments funeraris, hi ha un desacord sobre els principis teològics que podrien haver emmarcat aquesta funcionalitat. Una teoria afirma que podria haver estat dissenyada com una espècie de «màquina de resurrecció». Els egipcis creien que la zona fosca del cel nocturn, al voltant de la qual semblen girar les estrelles, era l'entrada física als cels. Un dels eixos estrets que s'estén des de la cambra mortuòria principal a través de tot el cos de la Gran Piràmide apunta directament cap al centre d'aquesta part del cel. Això suggereix que la piràmide podia haver estat dissenyada com un mitjà per ajudar l'ànima del faraó difunt en el seu viatge cap a la residència dels déus. Totes les piràmides d'Egipte van ser construïdes a la riba oest del Nil, ja que en la mitologia egípcia la posta de sol s'associava amb el regne dels morts.
Les piràmides s'enlairaven fins al cel i ajudaven al faraó, considerat un ésser diví, al moment d'abandonar la terra per facilitar-li el retorn a la morada dels déus, lloc d'on havia vingut. Per aquesta mateixa raó, els egipcis creien que calia conservar el cos i impedir que es corrompés; ho aconseguien mitjançant un mètode molt elaborat d'embalsamament. Just en el centre de la piràmide es trobava el sepulcre, normalment de pedra, i al voltant de la cambra mortuòria hi havia escrits amb encanteris i conjurs per ajudar el trànsit del mort cap a l'altre món. No solament era important conservar el cos, sinó que calia que hi hagués una escultura amb el seu bust que es col·locava dins la cambra sense que la veiés ningú; així la màgia funcionava i l'ànima podia reviure. Els egipcis anomenaven l'escultor com «aquell que manté viu».

### Sistema i tipus de construccions

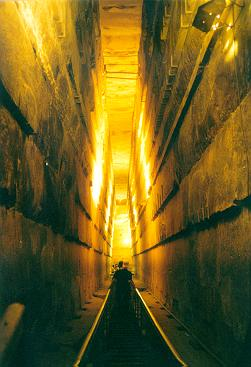
Falsa volta a Guiza

Algunes piràmides no eren simples apilaments de pedra, ja que era menester molta habilitat, enginy, capacitat organitzativa i força mà d'obra per a construir-les. Encara que algunes civilitzacions, com l'egípcia, ja coneixien l'arc de descàrrega, van emprar d'una manera preferent les estructures adovellades. Tanmateix, les grans llindes de pedra no podien suportar les fortes pressions exercides sobre elles sense fracturar-se, de manera que per obrir estances i passadissos interiors van recórrer a la tècnica de la falsa volta, solució arquitectònica consistent en anar aproximant lleugerament i de forma escalonada les filades dels murs; això calia fer-ho fins a aconseguir un efecte similar al d'un arc apuntat, però amb dovelles horitzontals. Encara que totes les piràmides tenien la mateixa base quadrada i les mateixes diagonals que s'elevaven en direcció al punt central superior, les inspeccions arqueològiques han demostrat que cada piràmide presentava unes variacions constructives interiors diferents, degudes principalment a com es construïa el nucli central.
L'absència de documents no ha permès conèixer els mètodes constructius emprats en la construcció de les piràmides antigues, però no hi ha constància de l'ús de la roda, per la qual cosa les teories més acceptades aposten per l'ús de rampes o espirals exteriors sobre les quals es farien lliscar els blocs mitjançant palanques.
Els recobriments exteriors d'aquests edificis van variar molt d'unes cultures a les altres, i s'han trobat des de revestiments de pedra calcària fins a estucs. El nucli interior podia constituir-se amb capes de pedra i fang —que a l'interior de la piràmide s'inclinaven—, per runes de pedres dintre de murs de càrrega o per maons de tova. Amb el pas dels anys, les pedres que cobrien l'exterior van ser utilitzades en altres construccions; com a conseqüència, el nucli interior va quedar a la intempèrie, exposat als elements exteriors, degradant-se i arribant a quedar destruït.

### Alineament

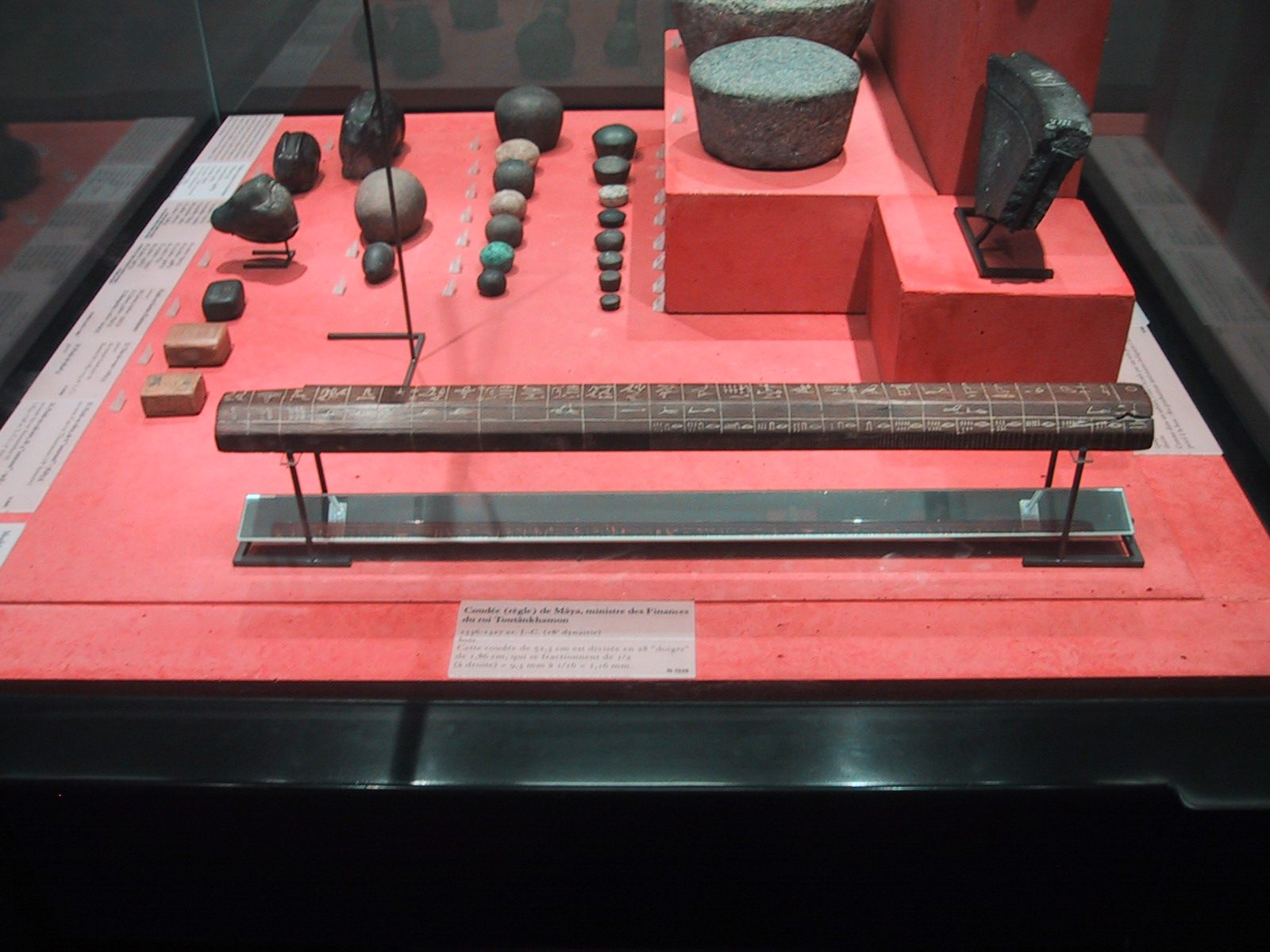
Mida «colze egipci» al museu del Louvre

Les cares de les piràmides estan orientades en direcció als quatre punts cardinals. Ja a l'Imperi Antic s'orientaven d'una manera molt precisa, fet que es pot observar molt clarament en la disposició de la piràmide de Kheops: la desviació més gran que s'ha trobat és de 3′ 26″ d'arc. L'egiptòleg Edwards va declarar que aquesta precisió només podien haver-la trobat gràcies a uns bons coneixements astronòmics, amb càlculs que tenien present la disposició de les estrelles. Una altra teoria proposa que podria haver-se calculat amb l'observació del Sol quan surt i quan es pon, mesurant els angles iguals però oposats des del nord. Aquest mètode està basat en la col·locació d'una estaca amb una plomada perquè estigui ben vertical i s'en mesura l'ombra unes tres hores abans del migdia: la longitud és el radi d'un cercle. L'ombra va desplaçant-se fins a arribar a assolir el cercle i forma un angle recte amb la línia anterior de l'ombra del migdia; a la bisecció de l'angle es troba el nord. Aquest mètode és més precís durant els solsticis.
Per a obtenir les característiques d'un cos piramidal quadrangular es creen alternativament diversos quadrats, un sobre l'altre, i sempre disminuint-ne de manera proporcional la mida. Aquest càlcul geomètric, que sembla simple, quan s'ha de fer a escala monumental requereix una gran precisió, ja que amb tan sols una petita desviació en les diagonals, el cim quedaria descentrat. Els constructors egipcis tenien una mida anomenada sped o «colze reial egipci», que són aproximadament uns 52,4 centímetres, i podien ser capaços d'obtenir el pendent mesurant unitats d'altura i base. Per a la inclinació de la piràmide de Kheops haurien d'haver mesurat 14 unitats cap a dalt i 11 cap a l'interior.

### Piramidó

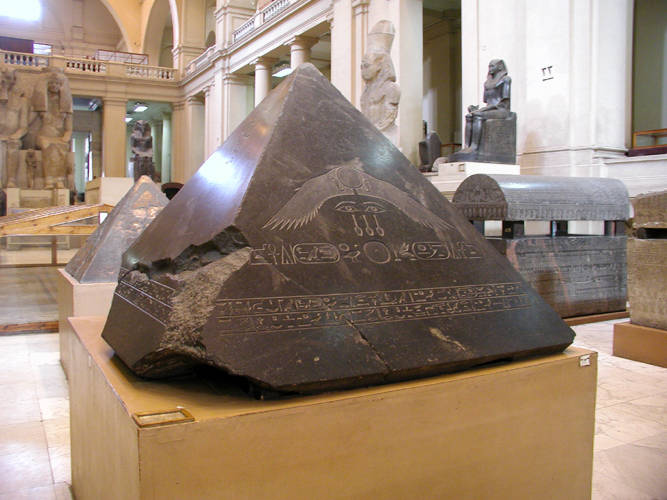
Piramidó de Amenemhet III al Museu d'Antiguitats Egípcies

El piramidó és la peça pètria de forma piramidal quadrangular que se situava en la part més alta dels obeliscs i les piràmides. Simbolitzava el lloc on se situava el déu solar Ra o Ammon, a la cúspide del monument, en el punt d'unió entre el Cel i la Terra. El piramidó s'acostumava a fer amb materials com ara pedra calcària de Tura —per exemple a la Piràmide roja de Snefru (dinastia IV)—, o granit negre —com es va fer a la de piràmide de Khendjer (dinastia XIII). Aquesta peça, en general es recobria d'or, bronze o un altre aliatge de metall per aconseguir que resplendís quan la llum del sol incidia sobre aquesta part de la piràmide.
El piramidó de la Piràmide negra del faraó Amenemhet III es troba a Dashur, a uns 40 quilòmetres del Caire; va ser descoberta l'any 1990. Té en una de les seves cares un gravat d'una esfera solar alada esculpida en relleu i, a sota, hi ha dos ulls sagrats que representen els ulls del faraó que està mirant el sol des de l'interior de la piràmide; sota ells hi ha grafiats tres signes que volen dir nefer (perfecció o bellesa), així com un jeroglífic amb el nom i el títol del faraó.

### Pedreres
Les primeres piràmides van ser construïdes en pedra i se suposa que totes elles tenien a prop una pedrera per al subministrament del material principal; per exemple, la pedrera de Kheops es troba a uns tres-cents metres de la Gran Piràmide, i allà s'aprecia una gran cavitat en forma de ferradura d'uns trenta metres de profunditat. La pedra calcària blanca necessària per al recobriment final procedeix de Tura, una localitat que estava prop de l'actual El Caire. Altres materials que es va utilitzar van ser el granit, que es portava des d'Assuan, el basalt i el guix procedents d'el Faium, i el coure, transportat des del Sinaí.
A les pedreres hi ha uns grans canals, amples i profunds; es creu que calia fer-los per la manca d'eines de ferro. Quan es tenen eines d'aquest material, els canals que s'obren prop d'un bloc que es vol extreure es martellegen amb falques de ferro fins que el bloc desitjat s'esquerda per sota. En aquells temps els obrers havien d'utilitzar grans palanques de fusta per separar els blocs i, per tant, necessitaven un espai més gran pels canals de pas necessaris per maniobrar. A les pedreres de Tura, on hi havia una pedra calcària d'una gran qualitat, els treballadors obrien túnels per sota les primeres capes, quedant com una espècie de galeria on podien excavar per aconseguir la pedra.

### Eines emprades

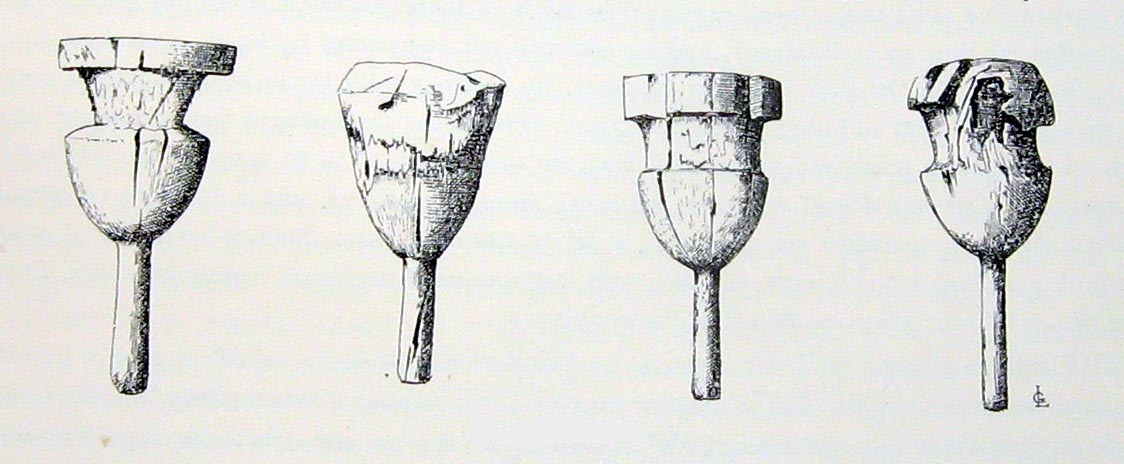
Maces egipcies

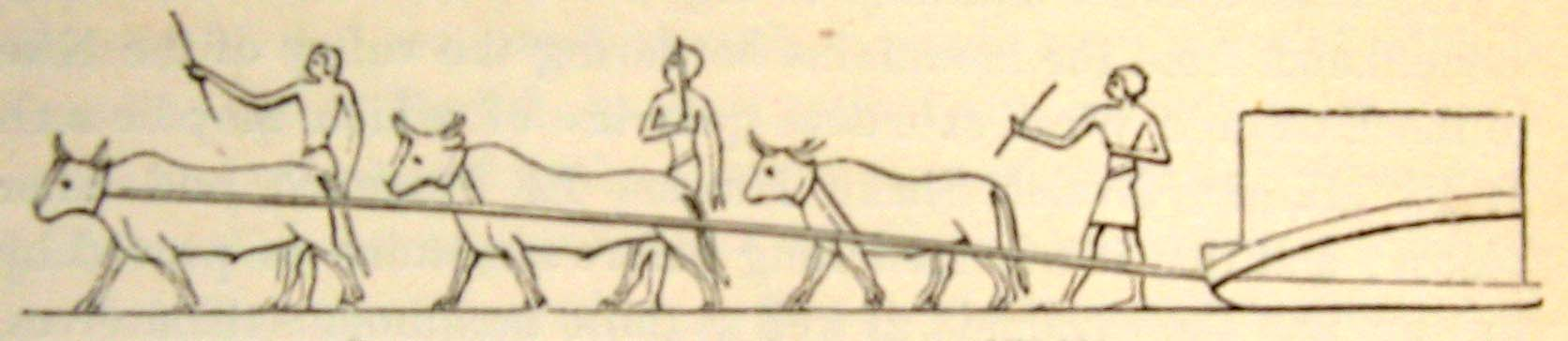
Relleu on s'aprecia el transport de pedra per mitjà de bous

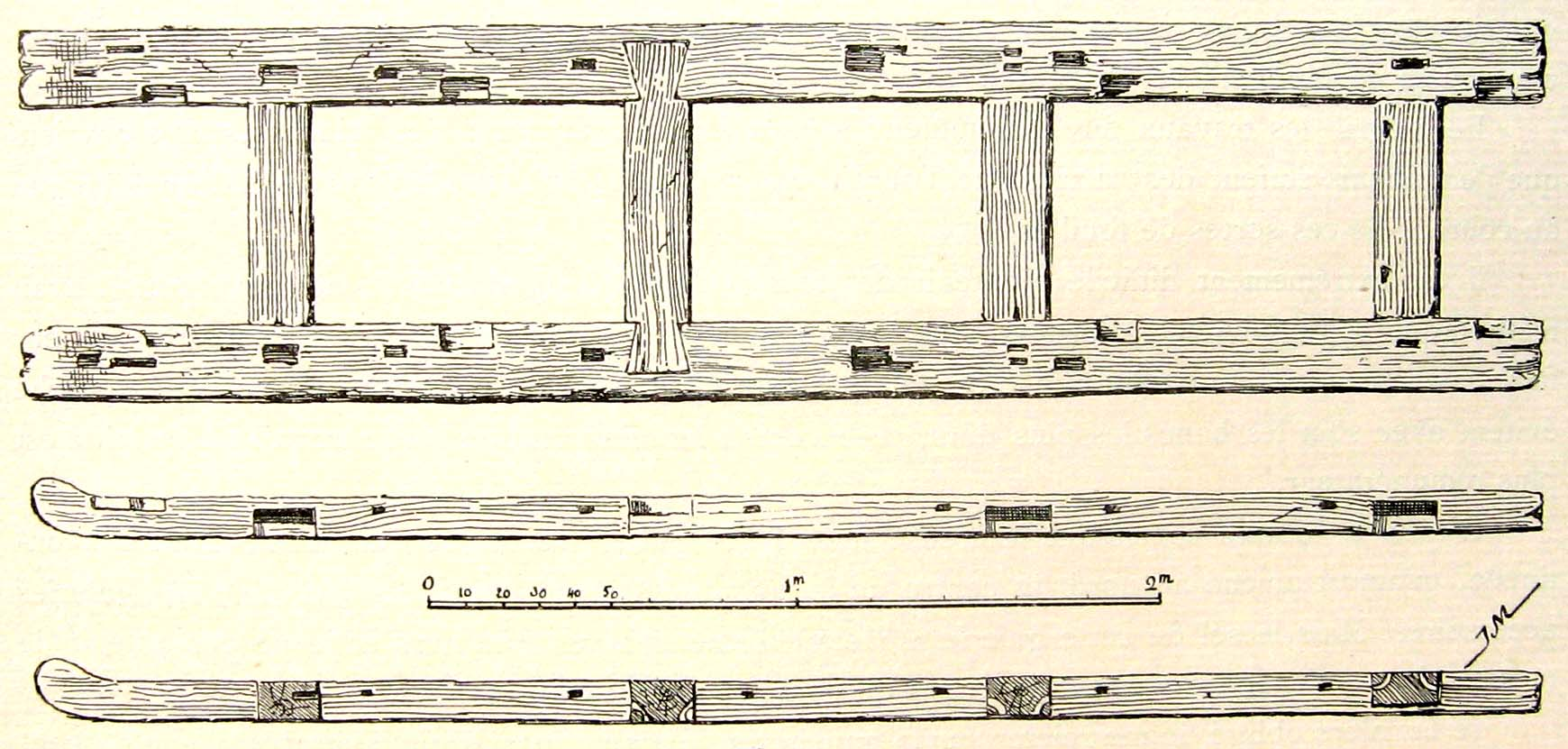
Trineu de Sesostris III

Per a l'extracció de granit de les pedreres d'Assuan es van obrir canals fent servir maces de diabasa. Aquesta tècnica està ben referenciada, ja que s'han trobat grans quantitats de maces a la mateixa pedrera. Segons l'arqueòleg Mark Lehner: «Ser enviat a (les pedreres de) granit era, sens dubte, ser condemnat a la més miserable de les feines dels constructors de les piràmides».
El procés de tallat de les pedres era extremadament lent, ja que les pedres de tipus granític són dures. Per treballar-les es van utilitzar eines de bronze i sílex, i el poliment s'aconseguia mitjançant el fregat amb la mateixa pols de les pedres o amb abrasius més durs com la pols de quarsita.

### Subministraments i transport
Un altre material que es necessitava en quantitat era la fusta, utilitzada com a combustible per al foc de les forges i per poder fabricar eines, però també calia encendre'l per als forns on s'elaborava pa, un aliment bàsic dels treballadors. També calia una infraestructura per a fer arribar altres tipus d'aliments, com gra, peix i carn. El combustible i l'aliment es transportaven en petits vaixells, naus que han quedat ben representades en els relleus de les tombes de l'Imperi Antic.
El transport a través del Nil va ser una via de comunicació essencial per als antics egipcis; disposaven de vaixells adaptats a tota mena de càrregues, com es pot observar en una escena d'un relleu de la calçada d'Unas. Una vegada descarregats, el transport per terra es duia a terme mitjançant la tracció animal, però també amb molta mà d'obra, ocupant en l'acció d'arrossegar els materials una gran quantitat de persones; així ha quedat enregistrat en diversos relleus. L'absència de la roda fa possible pensar que s'ajudaven d'una espècie de trineus.

### Rampes

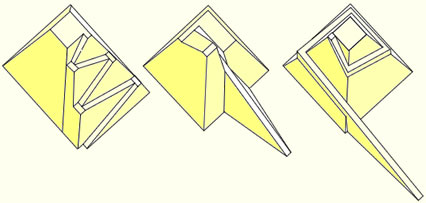
Tipus de rampes: rampa en ziga zaga (esquerra), rampa recta (centre) i rampa en espiral (dreta).

Els estudis fets per esbrinar quina classe de rampes utilitzaven per a fer possible la construcció d'una piràmide han donat peu a múltiples teories. N'hi ha que opinen que usaven una rampa recta recolzada contra una cara de l'obra, però aquí s'obren diverses opcions perquè podria ser que necessitessin ocupar tota una cara de la piràmide o solament una part d'ella; en aquest segon cas, caldria que la rampa fos molt estreta i amb l'altura precisa per arribar fins al final de la piràmide. A més, per mantenir un pendent adequat hauria d'haver-se anat elaborant a mesura que s'aixecava la construcció.
Els partidaris d'un altre sistema aposten per una rampa amb forma d'espiral que envoltava la piràmide i ascendia sobre les filades de la piràmide escalonada quan aquesta encara no s'havia cobert amb l'última capa de pedra. Això no obstant, les proves fetes a la cara nord de la piràmide de Micerí van mostrar que, almenys, les cares inacabades no estaven escalonades i, per tant, no podien fer possible aquest tipus de rampa. Una altra teoria similar presenta una rampa en ziga-zaga sobre una cara de la piràmide, però que presenta quasi els mateixos problemes que la rampa en espiral.

### Llista de piràmides egípcies

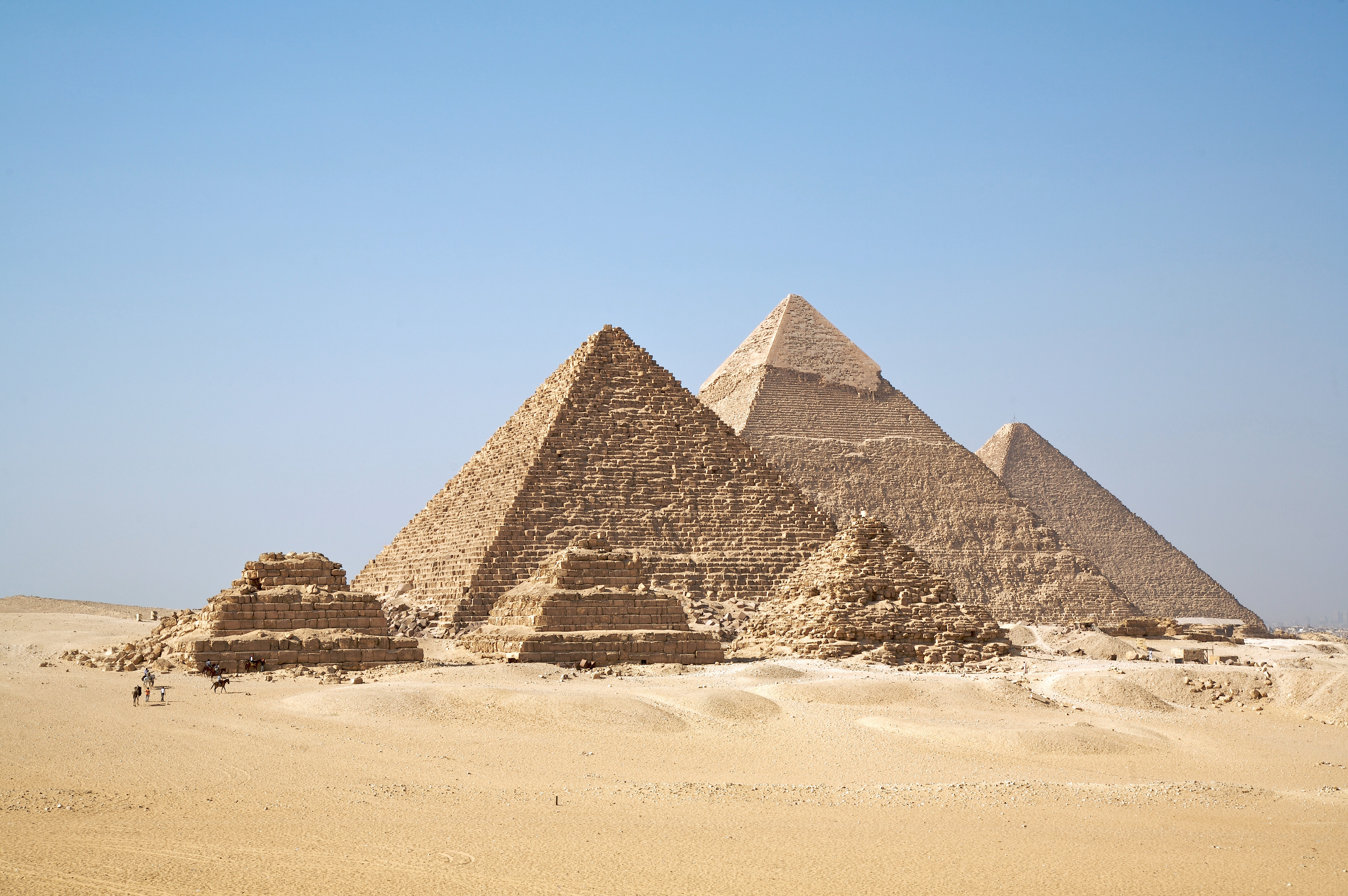
Les piràmides de Guiza a Egipte

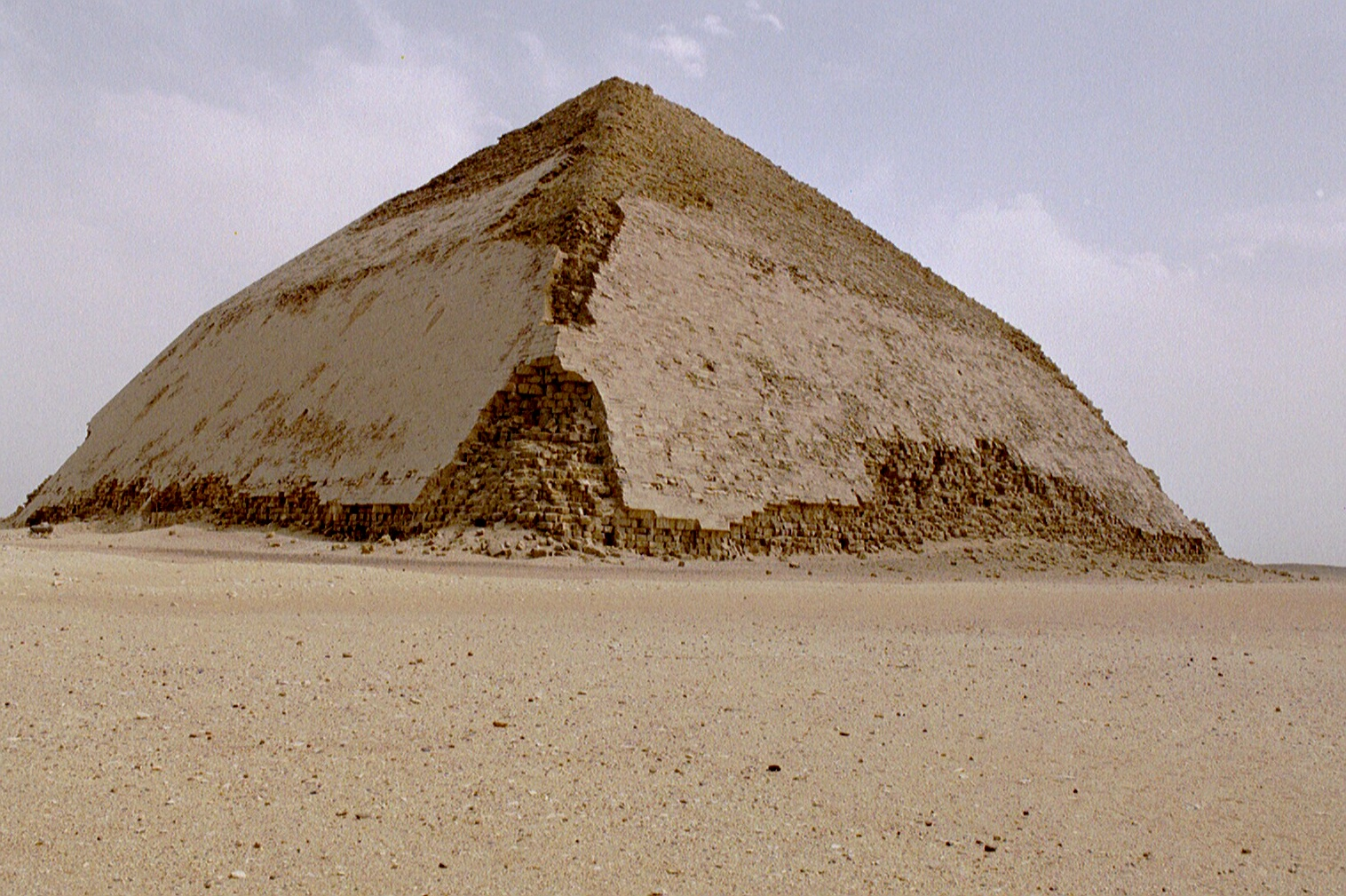
Piràmide encorbada a Dashur

Hi ha 138 piràmides descobertes a Egipte fins a l'any 2008. Entre les piràmides egípcies més importants es poden destacar:
- Piràmide esglaonada de Djoser, a Saqqara
- Piràmide encorbada, a Dashur
- Piràmide roja, a Dashur
- Piràmide negra, a Dashur
- Piràmide de Kheops, o Gran Piràmide, a Guiza
- Piràmide de Khefren, a Guiza
- Piràmide de Micerí, a Gizeh
- Piràmide de Sahure, a Abusir
- Piràmide de Nefererkare, a Abusir
- Piràmide de Niuserre, a Abusir
- Piràmide d'Unas, a Saqqara

## Piràmides de Núbia

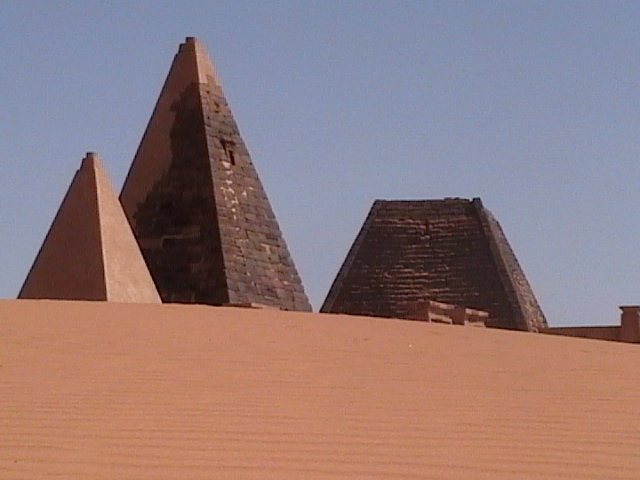
Piràmides a Mèroe

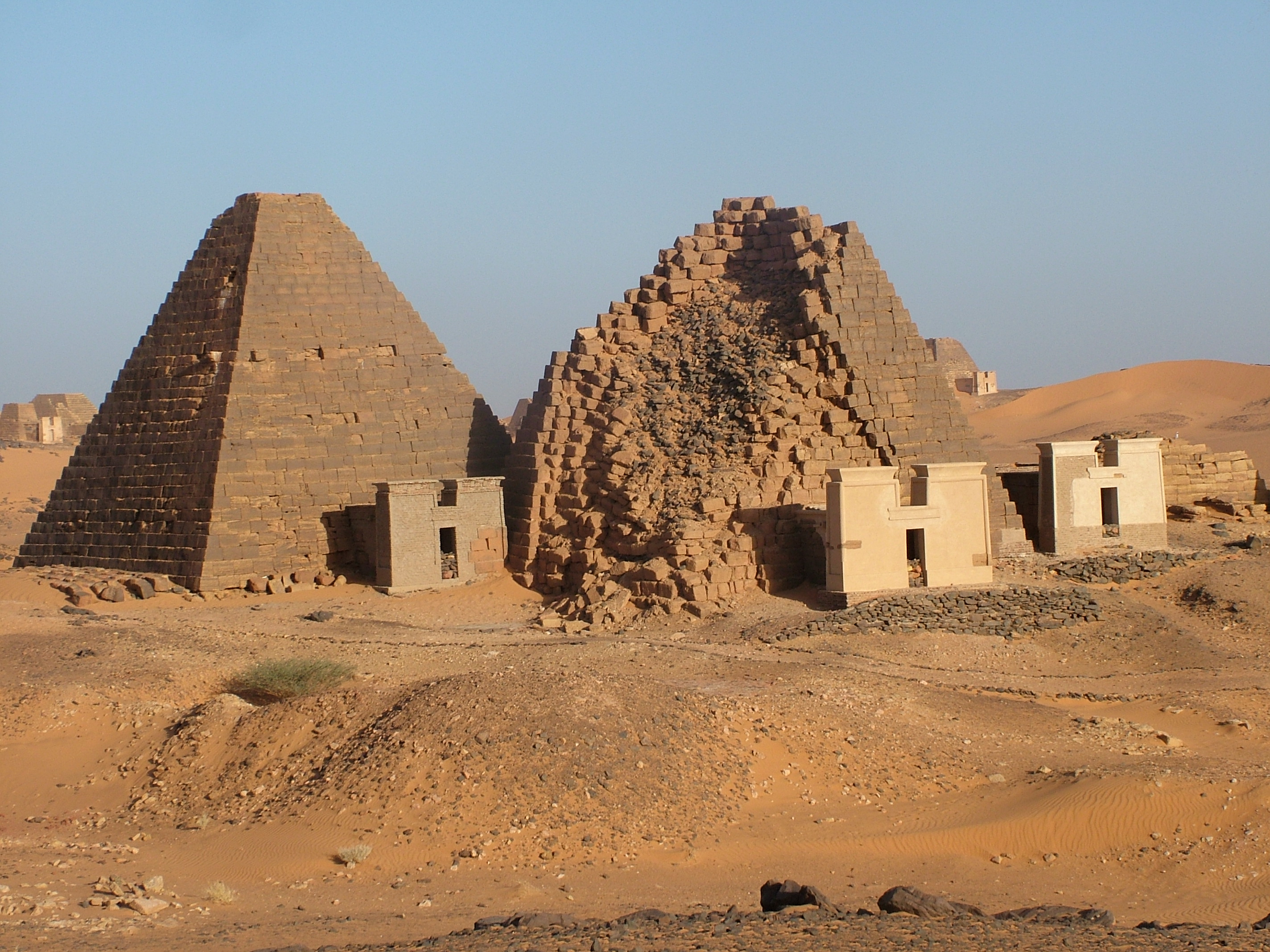
Piràmides del Cementiri Sud

Les piràmides de Núbia, al Sudan, van ser construïdes per servir com a monuments per als reis i reines de Napata i Mèroe. A Núbia es van començar a construir piràmides més de 800 anys després de les darreres tombes reials que es van fer a Egipte. Es diferencien de les egípcies principalment perquè es construïen amb un angle molt més pronunciat, d'uns 70 graus, així com per ser d'una altura molt més petita; se'n coneixen 223. Moltes de les piràmides tenien capelles construïdes contra el seu mur oriental i estaven decorades amb relleus. Quasi totes les estructures eren de tipus estàndard amb unes escalinates, situades a l'est de les capelles, que entraven fins a les cambres mortuòries. Aquestes cambres estaven compostes de dues a tres sales en les quals en les parets, de vegades, hi havia inscripcions del Llibre dels Morts.
Piankhi va acabar la conquesta de l'Alt Egipte, campanya iniciada pel seu pare, i després de regnar uns trenta anys fou enterrat a Al-Kurru, en una piràmide d'estil egipci. Quan el 1918 George Reisner va dirigir unes excavacions tan sols es trobava en bon estat una de les piràmides; les altres estaven derruïdes i cobertes d'enderrocs. Tanmateix, es va poder constatar que la piràmide de Piankhi era d'una longitud d'uns 8 metres per costat i tenia una inclinació de 68 graus; una escalinata conduïa a la cambra sepulcral a través de 19 graons. S'han trobat diferents tombes dels reis a Al-Kurru, inclosa la de Tanutamon, monarca que va regnar del 664 aC al 653 aC. El seu predecessor, Taharqa, cap al 664 aC havia inaugurat el cementiri de Nuri que va substituir el d'Al-Kurru
La piràmide més gran i més antiga de la zona Nuri és la de Taharqa, faraó i també rei de Napata, que pertanyia a la XXV dinastia. Les mides de la piràmide són de 51,75 m² de base i uns 50 metres d'altura. Va ser construïda en dues etapes, amb una piràmide interior més petita, coberta de pedra arenosa, i l'exterior, que es feu amb filades escalonades. L'accés s'efectuava per una escalinata col·locada a la part oriental; a l'interior hi havia una avantcambra amb volta de canó i la cambra funerària es dividia en dues naus laterals i una de central sostingudes per sis pilars tallats a la roca.
A uns cent quilòmetres de Khartum, es troben les piràmides de Mèroe que estan agrupades en tres cementiris: el de l'Oest, el del Sud i el del Nord. Probablement, el primer rei que va construir la seva tomba a la zona va ser Arqamani (Ergamenes), que ho feu al cementiri Sud; més tard, les sepultures reials es van traslladar al cementiri del Nord. Les piràmides eren escalonades, encara que cada cara del triangle estava emmarcada per franges llises en els seus angles. Les capelles de les piràmides estaven decorades amb relleus i es van construir amb pedra arenosa. Les darreres piràmides es construïren de maó i la superfície s'enguixava. Les piràmides construïdes al cementiri Oest van ser ocupades principalment per gent de la noblesa i per famílies importants de Mèoe. Cap a l'any 350, amb l'ocàs de l'imperi, van deixar de construir-se piràmides a la zona.

## Construccions precolombines

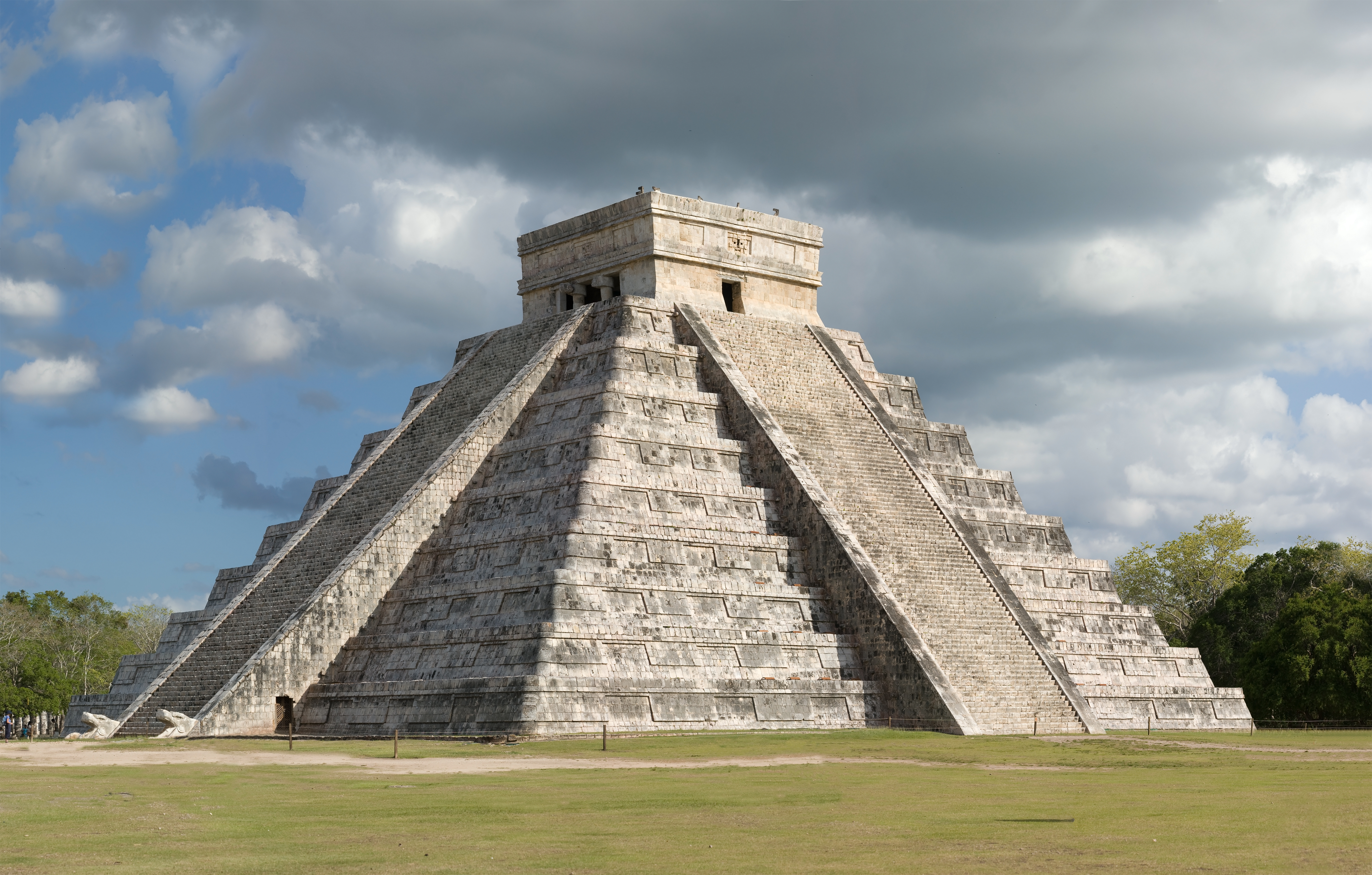
Piràmide de Kukulcán, a Chichén Itzá

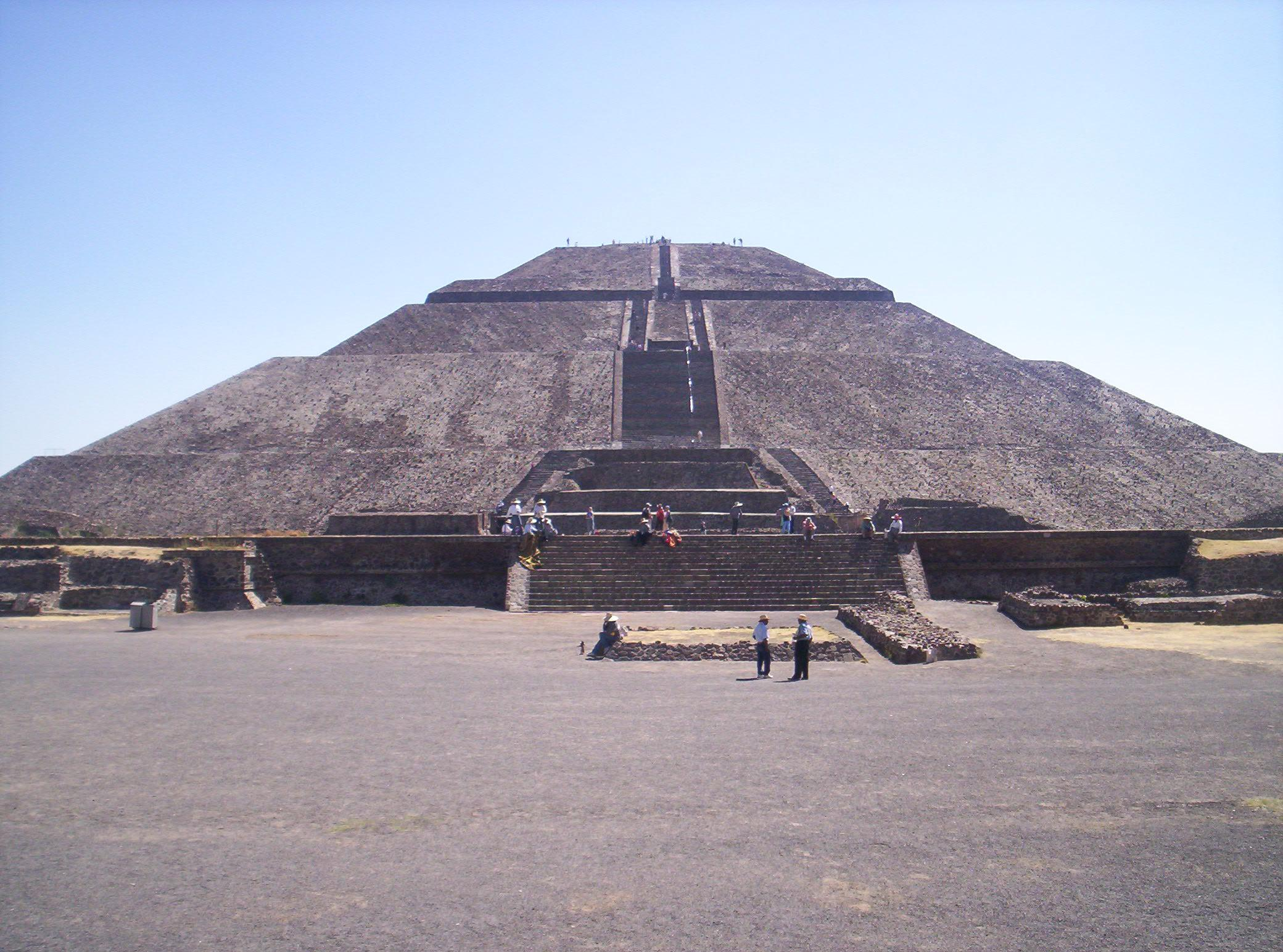
Piràmide del Sol. Teotihuacán

Les construccions precolombines pertanyen al tipus de piràmides truncades, és a dir, que es van fer amb un pla paral·lel a la base; per tant, tenen truncat el vèrtex comú dels seus triangles. Les piràmides truncades preincaiques van ser construïdes generalment amb tova, un material molt poc resistent a l'erosió i al pas del temps, per la qual cosa la majoria d'aquestes construccions han desaparegut o es troben en estat ruïnós. A prop del llac Texcoco, a la vall de Mèxic, es troba la primera piràmide coneguda de l'Amèrica Central. Pertany al període anomenat Ticomán-Cuicuilco i està datada entre el 400 aC i el 300 aC. La piràmide de Cuicuilco és de planta circular, amb uns 135 metres de diàmetre i 20 metres d'altura. Es tracta d'una construcció amb tova, amb una façana de pedra llisa i un altar a l'aire lliure situat en el seu cim.
Des del punt de vista funcional, la piràmide precolombina era diferent de l'egípcia, ja que no estava construïda amb una finalitat funerària sinó com a temple, com a residència d'una deïtat. Tanmateix, excavacions recents confirmen que acostumaven a incorporar-hi tombes, tal com s'ha comprovat a la piràmide escalonada maia de la zona arqueològica de Palenque, anomenada Temple de les Inscripcions; en aquesta piràmide, l'any 1952, l'arqueòleg Ruz Lhuillier hi va descobrir la tomba de Pacal el Gran. Una gran llosa cobria l'escalinata que baixava cap a l'interior del temple i en dos trams arribava a la cripta funerària, que fou construïda cap a l'any 675.
En la part del mur de cada escalonament moltes de les piràmides presenten un recobriment de pedra tallada d'una filera continuada; en aquest recobriment hi ha esculpides representacions de jaguars, pumes, àguiles o serps, així com tota mena d'ornaments geomètrics. Els temples estaven situats en la part superior de la piràmide, i alguns tenien un gran pòrtic davant l'entrada que estava ple d'imatges, normalment policromades.
A Teotihuacan s'hi troba la Piràmide del Sol, un dels exemples més impressionants de l'antiga arquitectura asteca. Té la singularitat que va ser construïda en un determinat moment històric sense afegits posteriors; la majoria de les piràmides asteques es van fer al llarg de diversos períodes aprofitant sempre les estructures fetes amb anterioritat. La Piràmide del Sol està formada per cinc trams molt escarpats construïts sobre una base quasi quadrangular. Té uns costats d'entre 220 i 225 metres, i una altura de 63 metres. A diferència d'altres construccions piramidals mesoamericanes, consta d'una única escala central que es va interrompent a cada tram.

### Simbolisme

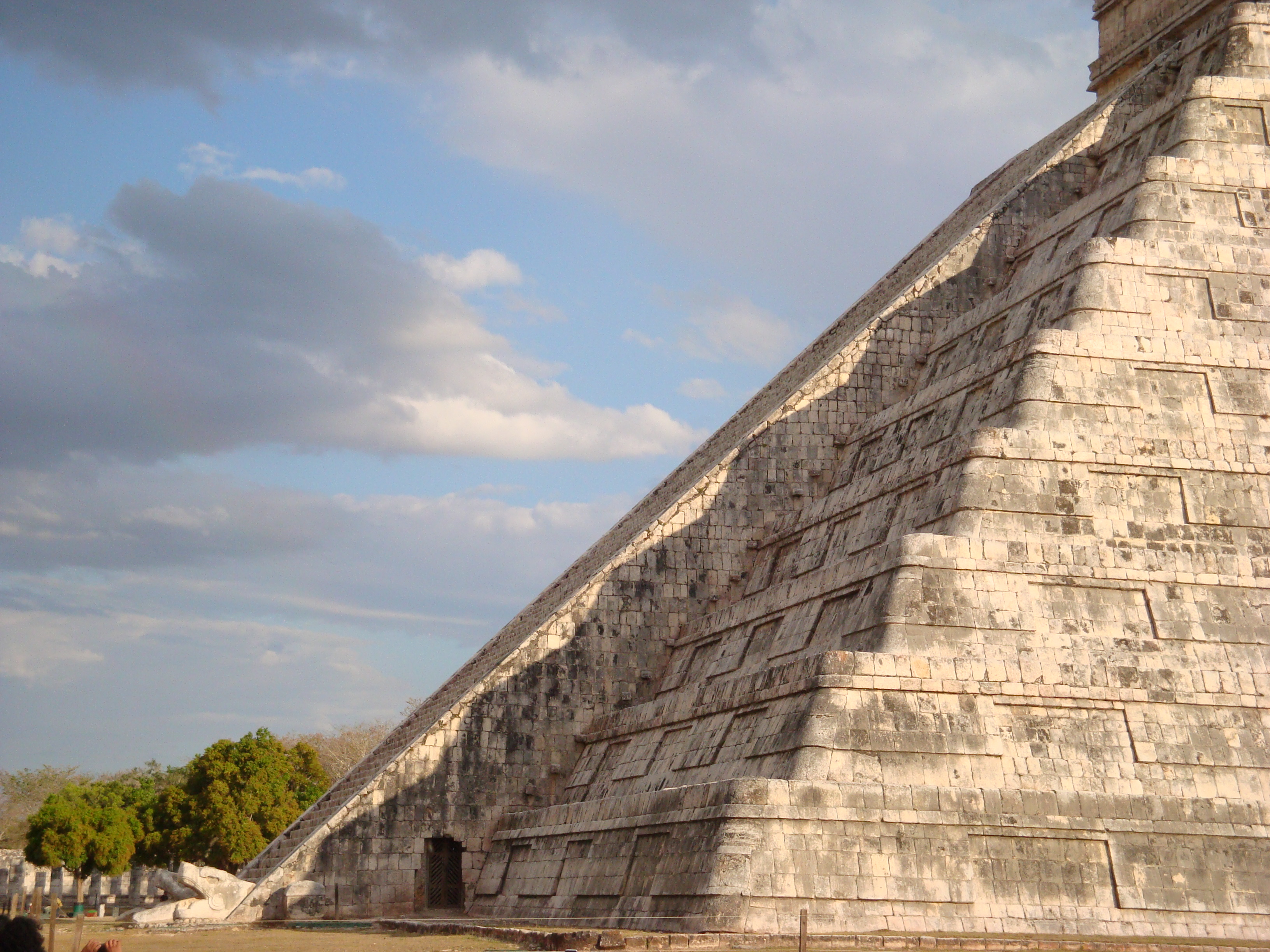
Equinocci formant una serp a l'escalinata de la piràmide de Kukulcan. (video)

El Temple de Kukulkan, la principal estructura arquitectònica de Chichén Itzá, demostra que els maies posseïen uns bons coneixements en matemàtiques, geometria, acústica i astronomia. En una societat originalment agrícola, els maies van observar amb deteniment el comportament de les estacions, les variacions de les trajectòries del Sol i de les estrelles, i aplicaren tots aquests coneixements en la construcció del temple dedicat al seu déu, Kukulkan.
A l'escalinata nord-nord-est de la piràmide de Kukulcan, durant els equinoccis de primavera i tardor, al vespre, s'observa una projecció solar serpentina que consisteix en set triangles isòsceles invertits de llum, com a resultat de l'ombra que projecten les nou plataformes d'aquest edifici durant l'ocàs. A Chichén Itzá el fenomen es veu en tota la seva esplendor i la imatge de la serp de triangles de llum i ombra és projectada a la balustrada nord-nord-est; a mesura que avança el temps sembla que del temple baixi una serp i l'últim reducte de llum es projecta al cap de la serp, figura representada en pedra i que es troba a la base de l'escalinata.
Com les cultures mesoamericanes, la cultura maia va utilitzar un calendari agrícola solar que anomenaven Haab, el qual compta amb 18 mesos o uinales; cada uinal té 20 dies o kines. Així, el calendari comprèn {\displaystyle 18x20=360} dies regulars o kines, més cinc dies addicionals, considerats dies nefastos, anomenats uayeb. El temple de Kukulkán té quatre escalinates, cada una d'elles amb 91 graons; això fa la xifra de 364 graons, i considerant la plataforma superior del temple tenim un total 365 unitats que representen els dies de l'Haab.
Cap a finals del segle xx va incrementar el turisme a Chichén Itzá. Accidentalment, els guies turístics van descobrir un efecte acústic que es produeix a l'escalinata nord-nord-est de la piràmide. Si una persona aplaudeix de forma frontal a l'escalinata, el so de l'aplaudiment es propaga cap al peralt dels graons i rebota en forma d'un ressò distorsionat; és a dir, si es fa un aplaudiment, la reflexió del so s'escolta diferent i es pot escoltar un grinyol que sembla al cant d'un quetzal.

### Maies

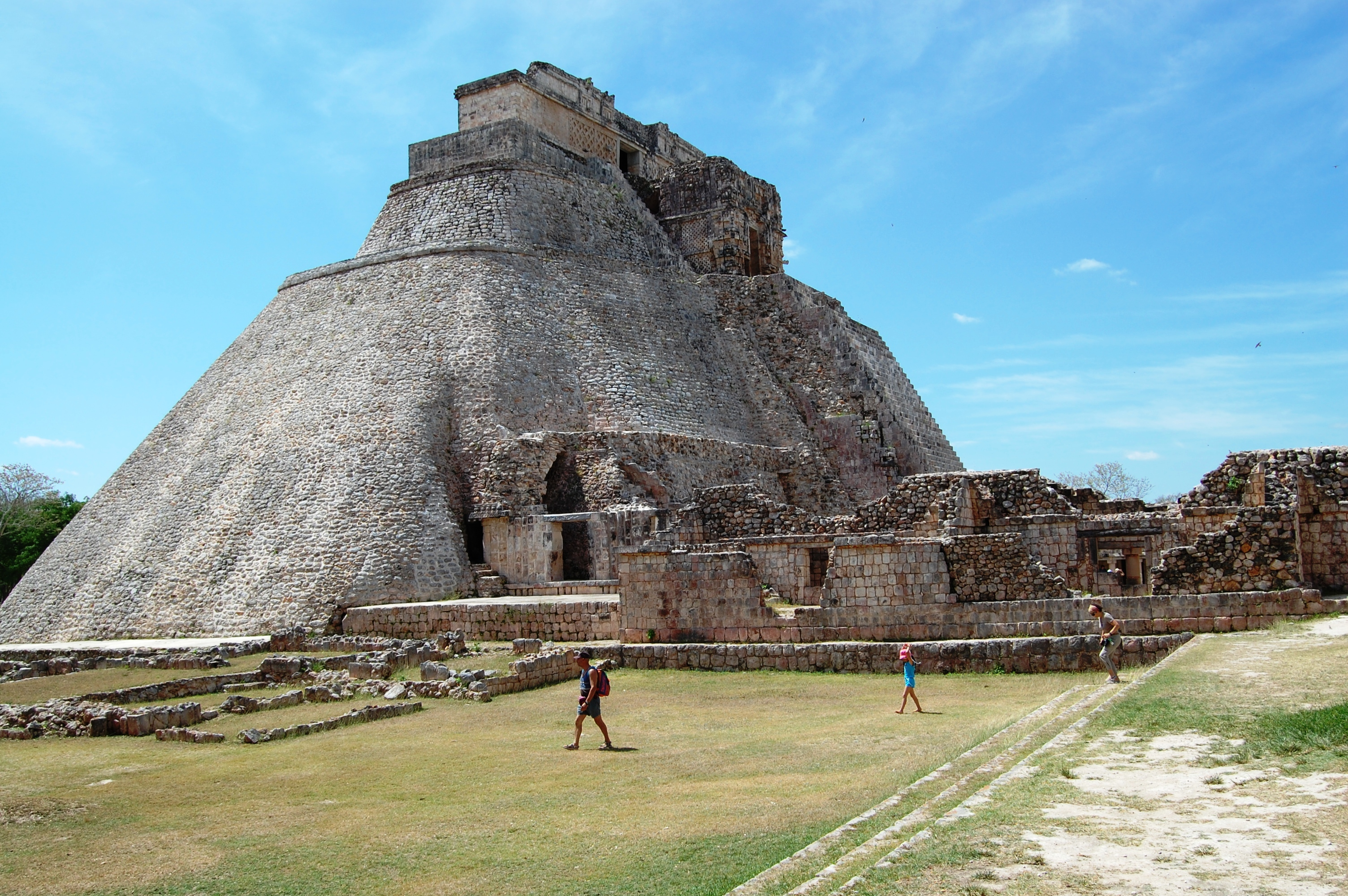
Piràmide de l'endeví a Uxmal

Les piràmides maies normalment consistien en una construcció escalonada que conduïa a un temple situat al cim. S'utilitzaven amb finalitats cerimonials. Les restes més antigues es calcula que daten de l'any 600.
- El Castillo, o piràmide de Kukulkan, a Chichén Itzá (Mèxic).
- Piràmides de Tikal (Guatemala).
- Piràmide de La Danta (Guatemala), un jaciment maia a El Mirador. És una de les piràmides més grans del món.
- Piràmide de l'endeví a Uxmal (Mèxic); també anomenada del mag, del nan o del gran Chilán.[52]
- Temple de les Inscripcions a la zona arqueològica de Palenque.

### Asteques

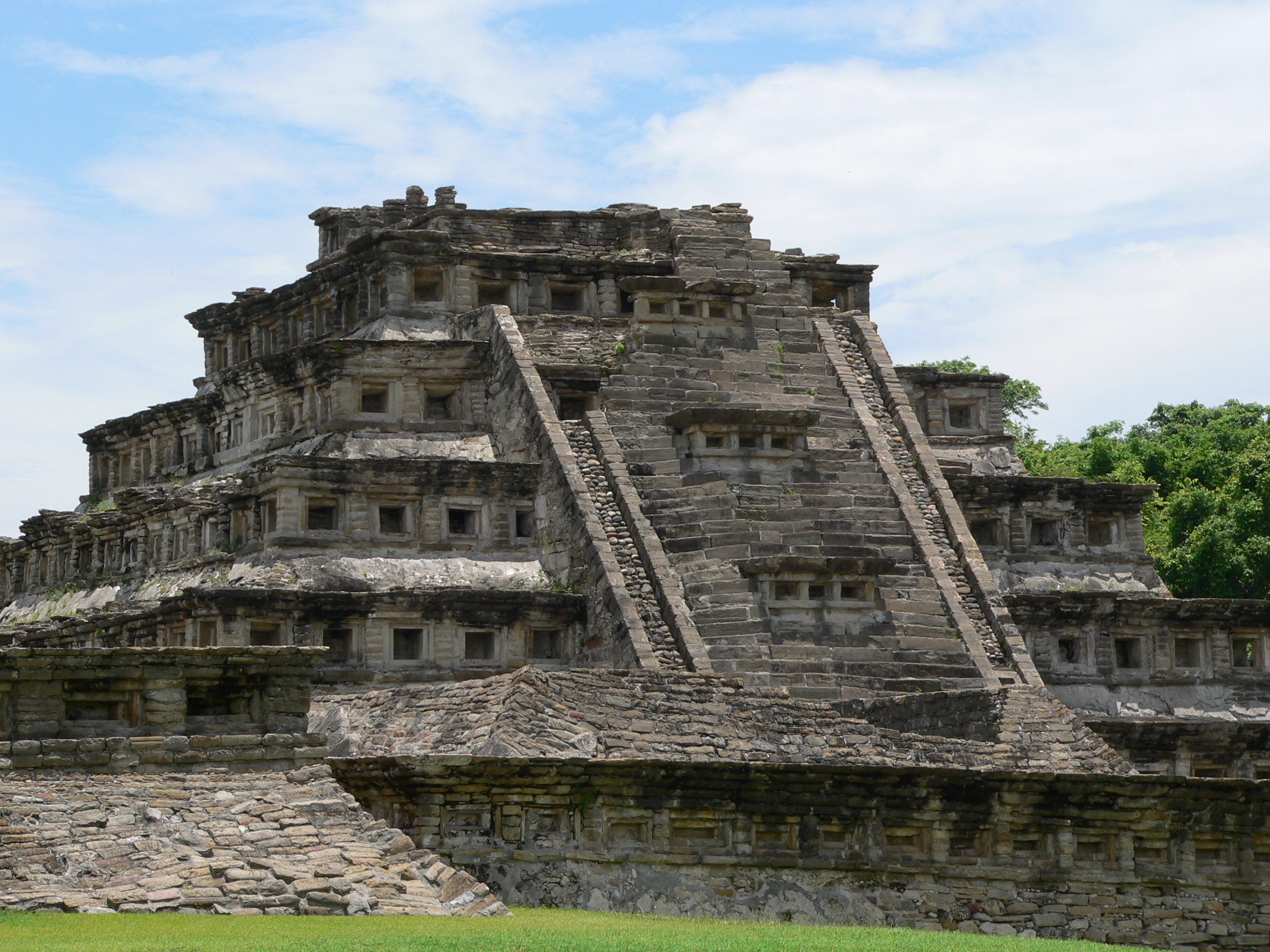
Piràmide dels Ninxols a El Tajín

Les piràmides asteques eren basaments piramidals característics de les cultures prehispàniques mexicanes; aquestes construccions també eren anomenades, de vegades, teocallis. La piràmide dels nínxols mostra una original construcció en set trams escalonats; té una gran escalinata per a ascendir per la cara nord, i en tots els seus costats hi ha uns nínxols o fornícules (en total 365), dels quals es pensa que podrien representar els dies de l'any.
- Piràmide del Sol, a Teotihuacan (Mèxic).
- Piràmide de la Lluna, a Teotihuacan (Mèxic).
- Piràmide dels nínxols, a El Tajín (Mèxic).
- Gran Piràmide de Cholula, a l'Estat de Puebla (Mèxic).
- Piràmide de Cuicuilco, al sud de la Ciutat de Mèxic (Mèxic).

### Inques

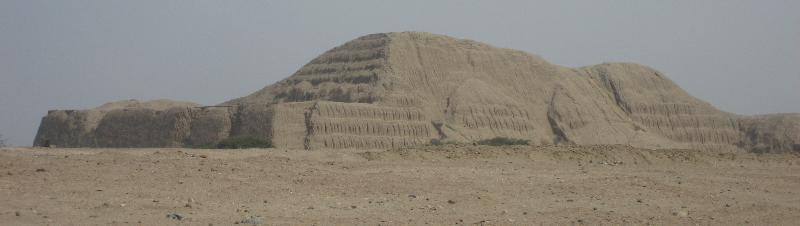
Huaca del Sol a Perú

Les piràmides inques van ser concebudes com a residències de les diferents deïtats. De fet, la cultura quítxua, denominava huaca tant a les deïtats com als edificis en els quals se'ls retia culte. Tanmateix, els mochica les van emprar per a finalitats administratives. Encara que aquestes construccions es denominen comunament piràmides, en realitat són basaments piramidals d'un o diversos pisos.
Entre els quítxues era freqüent la construcció d'una estructura piramidal de petites o mitjanes proporcions anomenada ushnu, la qual recordava una muntanya. Aquesta espècie de piràmide, ubicada normalment en el centre de les poblacions, complia funcions rituals —com una mena d'altar— i administratives; des d'allà els jerarques solien emetre els seus mandats.
- Piràmide d'Akapana, a Tiwanaku (Bolívia).
- Morro del Tulcán, a Popayán (Colòmbia)
- Huaca del Sol i de la Luna (Perú).

## Altres piràmides
Entre altres exemples de construccions piramidals es poden destacar: les piràmides etrusques d'Orvieto i de Bomarzo, les piràmides escalonades de fang dels igbos, la Piràmide de Cesti —un sepulcre d'un magistrat de l'antiga Roma—, l'stupa de Borobudur —una construcció budista a Indonèsia—, els «mandir» de l'Índia, la Piràmide de Xi'an a la Xina, i les Piràmides de Güímar o «Majanos de Xacona» a l'illa de Tenerife.

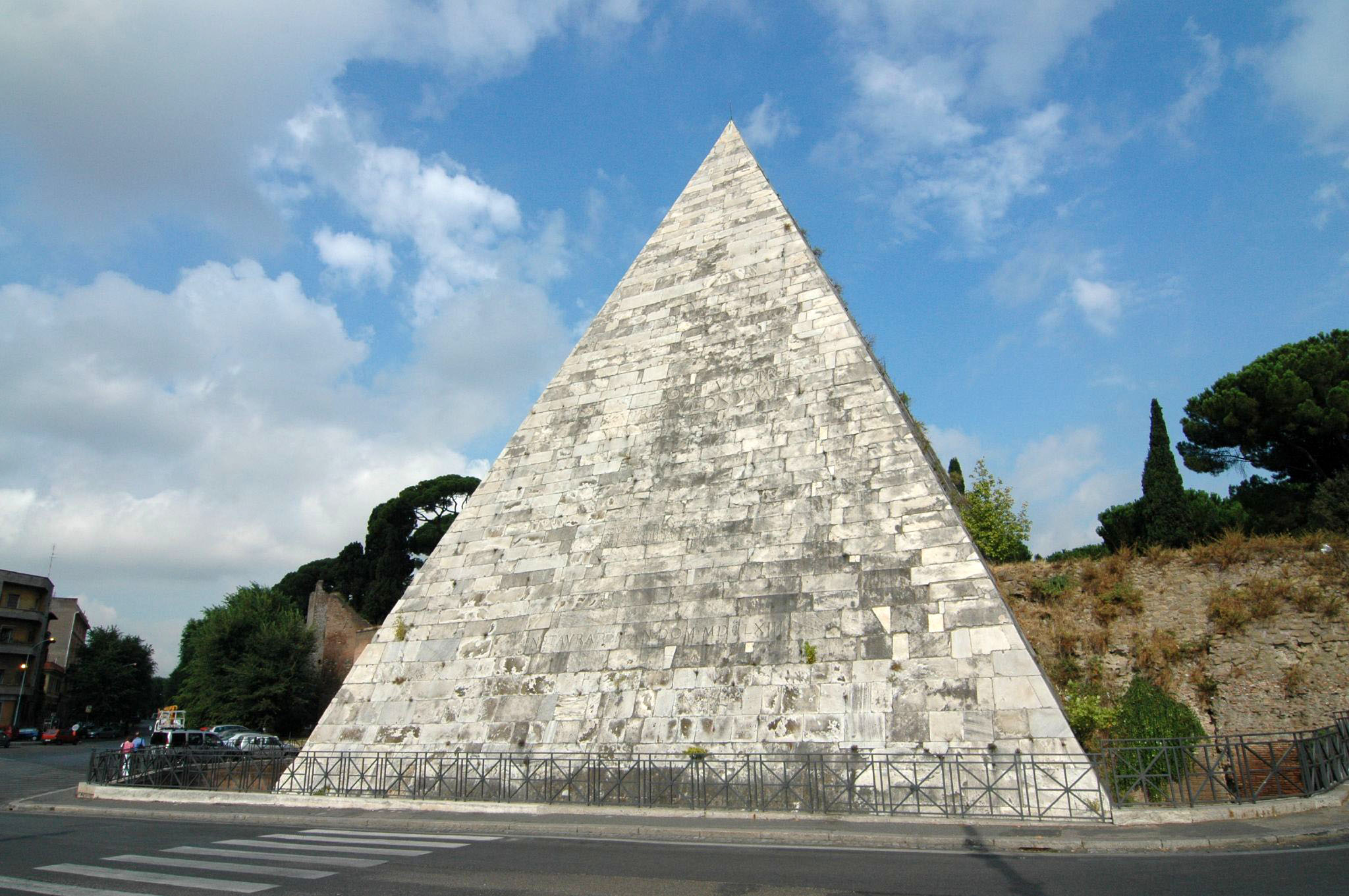
Piràmide de Cesti a Roma
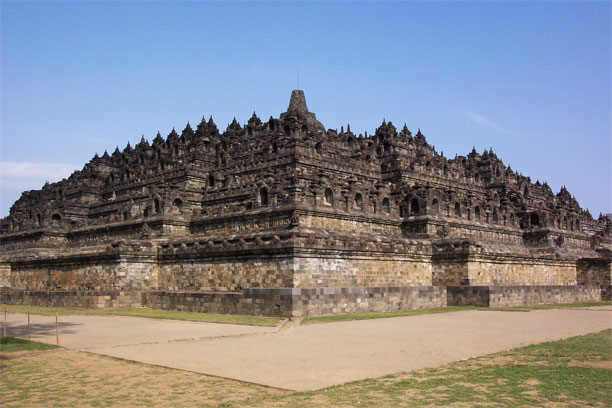
Stupa de Borobudur a Indonèsia
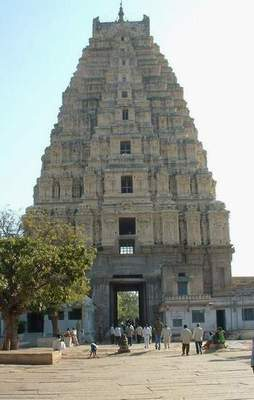
Temple Virupaksha a Hampi (Índia)
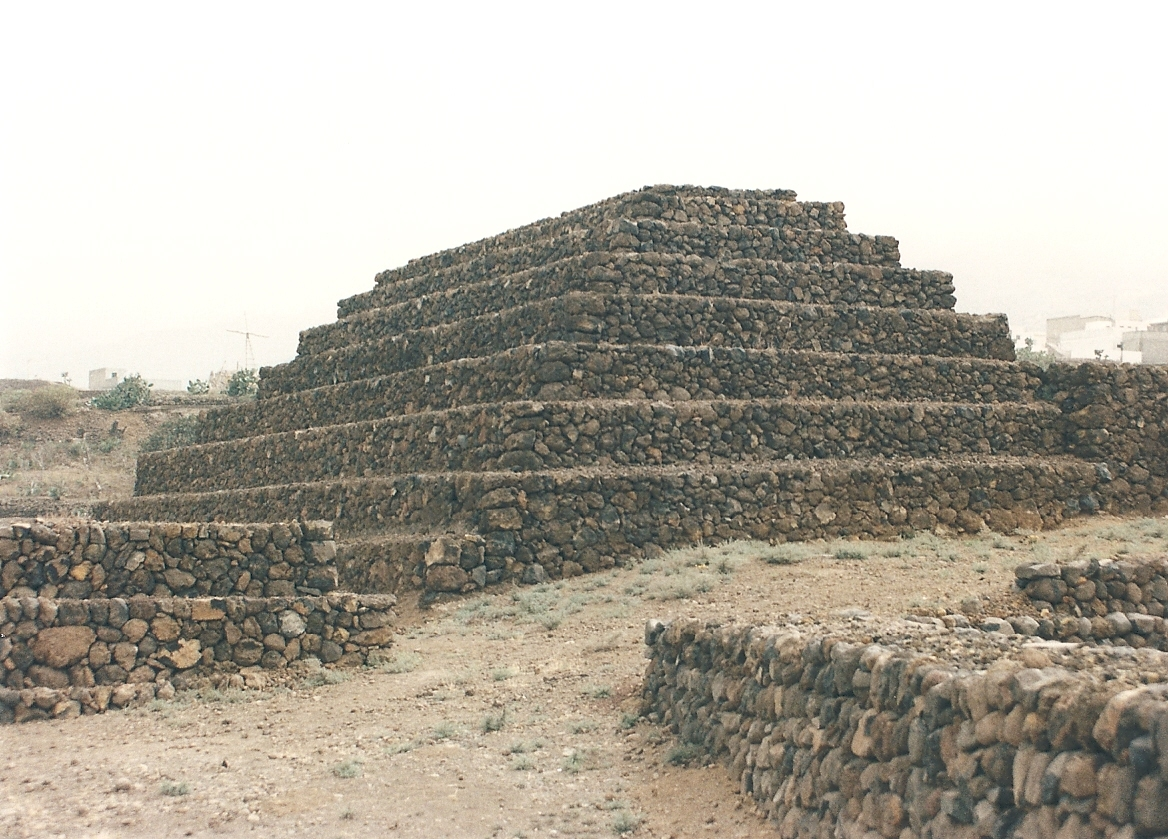
Piràmides de Güímar a Tenerife

L'ètnia africana igbo, que procedeix principalment de Nigèria, va construir a la ciutat de Nsude unes piràmides escalonades fetes de fang. No tenien cap caràcter funerari i estaven dedicades a la deïtat Uto o Wadjet.
La Piràmide de Cesti és una imitació romana de l'estil egipci; es troba al costat de la Porta San Paolo, a Roma. Es va construir cap a l'any 12 aC com a sepulcre del magistrat Gai Cesti. Té una base quadrada, de 30 metres de costat i assoleix una altura de 36,40 metres. Està feta de maó i recoberta de marbre. Als costats oriental i occidental hi ha inscripcions en llatí on apareix tant el nom de Cesti com detalls circumstancials sobre la construcció. Al segle iii va ser annexada a la muralla Aureliana.
L'stupa de Borobudur és a Indonèsia. És un monument budista mahayana construït entre els anys 750 i 850, i consta de sis plataformes quadrades coronades per unes altres tres de circulars; està decorat amb 2.672 relleus i 504 estàtues de Buda. Sense espais interiors com tenen altres temples de la zona i com que presenta una forma piramidal, aquesta construcció de Borobudur va ser identificada més com una stupa, que com un temple (candi en indonesi). A més, en lloc d'estar construït en una plana, es va edificar sobre un pujol natural.
A l'Índia no es van construir piràmides de pedra. Tanmateix, hi abunden els «mandir» (temples) amb una forma piramidal que, segons el tipus, són anomenats d'una manera genèrica «gopuram». Són com portes monumentals que permeten l'accés als recintes sagrats. Des del terra el traçat piramidal és molt escarpat a conseqüència de la superposició dels pisos de planta rectangular. Com moltes piràmides, aquestes estructures de l'hinduisme cerquen imitar una muntanya; en aquest cas, la sagrada Muntanya Meru, que representa la simbologia hinduista de l'axis mundi).
La Piràmide de Xi'an és una de les piràmides xineses. Aquestes piràmides són realment antics túmuls, la majoria dels quals, si no tots, van ser destinats a usos funeraris. Moltes d'aquestes piràmides estan situades en un radi de 100 quilòmetres prop de Xi'an, a la província de Shaanxi, a la Xina central.Té la forma d'una piràmide truncada, amb similituds amb les piràmides precolombines. Xi'an és una àrea d'un gran valor arqueològic, i poques piràmides han estat encara explorades.
Les Piràmides de Güímar, o «Majanos de Xacona», es troben al municipi de Güímar, a la costa sud-est de l'illa de Tenerife, a uns 26 kilòmetres de la ciutat de Santa Cruz de Tenerife. Són sis construccions en forma de piràmides escalonades amb una orientació astronòmica. La majoria dels arqueòlegs creuen que les piràmides van ser construïdes per agricultors que havien acumulat les roques per les vores de les seves terres de conreu, tal com es feia comunament en altres zones de les Illes Canàries. D'altra banda, no s'han trobat proves que demostrin que aquestes piràmides hagin estat construïdes pels guanxes; de fet, hi ha proves arqueològiques que en determinen una antiguitat no superior als 200 anys.
A Sedeinga, Sudan hi ha 35 piràmides, construïdes durant el regne de Kush.

## Piràmides contemporànies

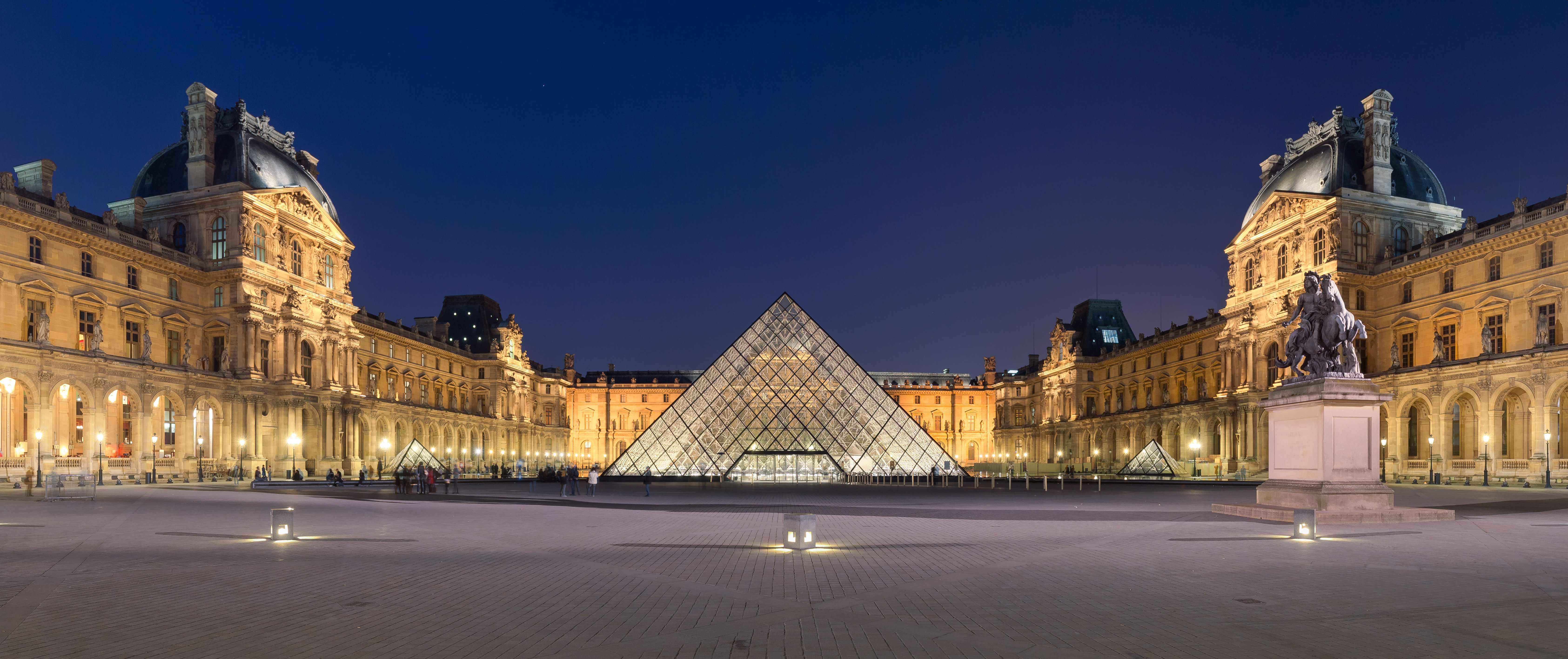
La Piràmide del Louvre a París

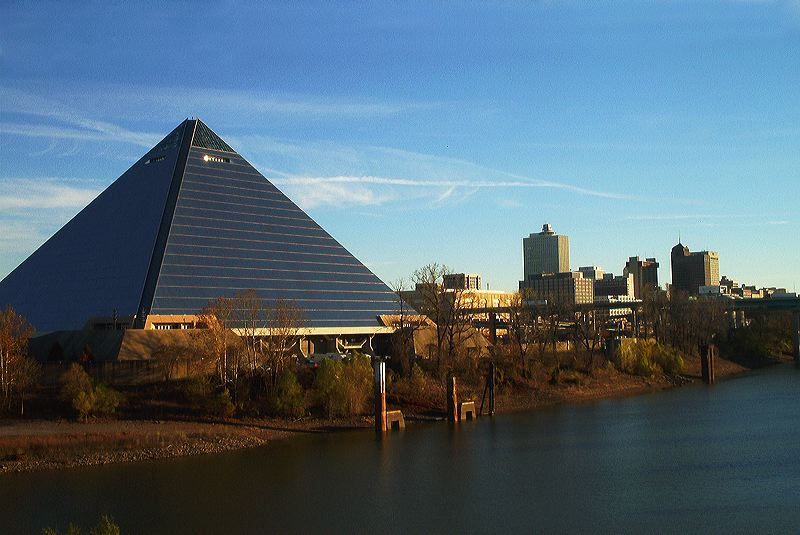
La Pyramid Arena a Memphis

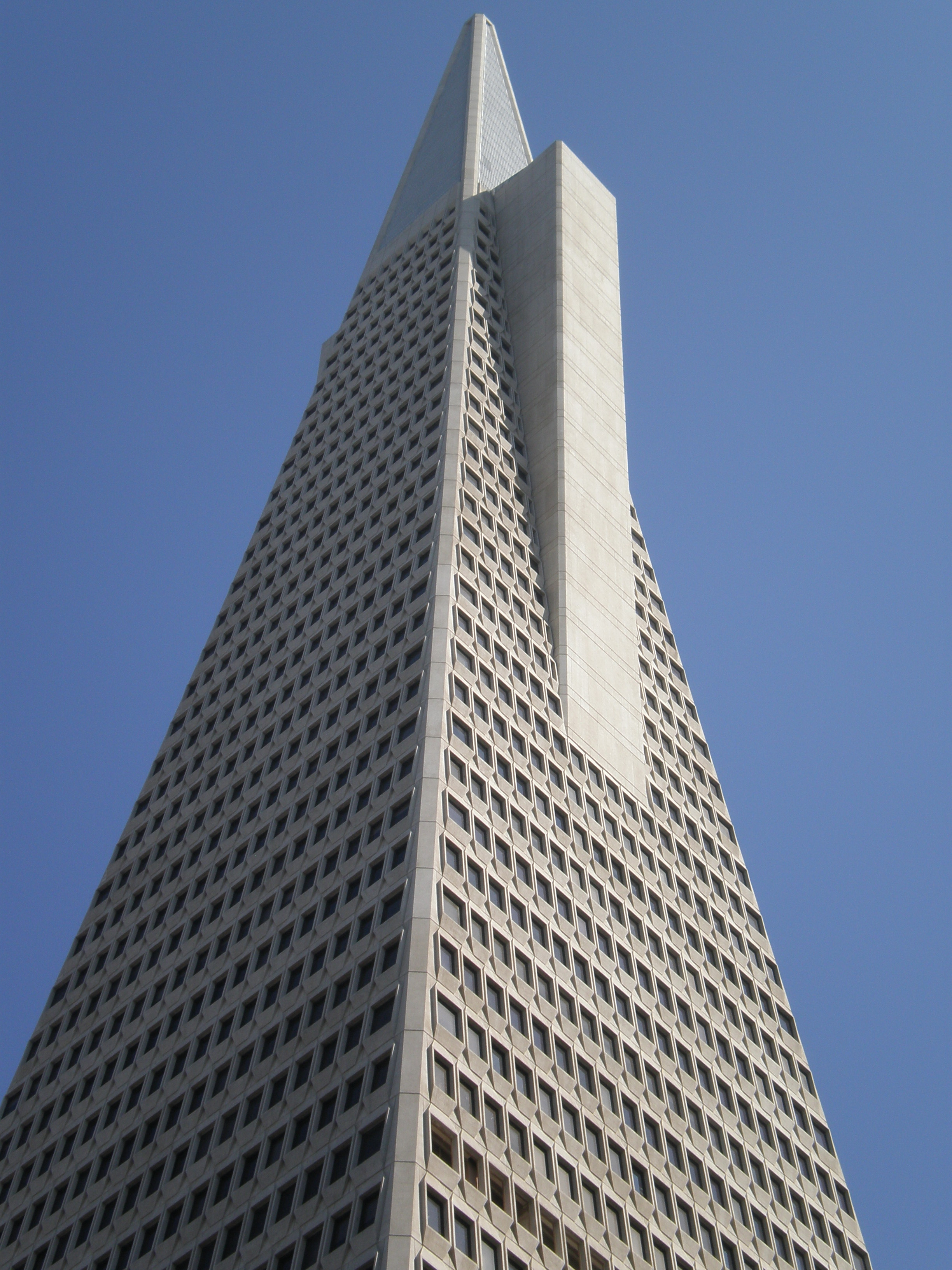
La Transamerica Pyramid de San Francisco

Durant els segles xviii i xix hi va haver un renaixement en l'ús dels dissenys piramidals en la construcció de cases, jardins, parcs, tombes i monuments commemoratius, per part d'arquitectes i artistes entre els quals cal destacar Giovanni Battista Piranesi, Johann Gottfried Herder, Étienne-Louis Boullée, Claude-Nicolas Ledoux i Antonio Canova, entre d'altres. Pel que fa al segle xx, hi va haver un ús de l'estructura piramidal aplicada a habitatges, edificis de negocis i lúdics.
La Piràmide del Louvre, inaugurada el 1989, va ser dissenyada per l'arquitecte Ieoh Ming Pei com a accés a l'edifici del Museu del Louvre, a París. Va ser construïda amb una base de pedra i ciment i l'estructura piramidal està feta amb alumini i vidre laminat transparent. Està formada per un total de 673 panells en forma de rombes i triangles, i el pes de l'estructura és de 180 tones. La inclinació de les seves parets és de 51°, una inclinació igual que la de les piràmides egípcies.
La Pyramid Arena, un recinte esportiu d'ús polivalent, va ser construïda a la dècada del 1980. Té prop de 21.000 seients i està situat en el centre de Memphis, als Estats Units, just a la riba del riu Mississipi. Té 98 metres d'alt i és la sisena piràmide més gran del món. En un principi va ser la seu de l'equip de bàsquet de la Universitat de Memphis; més endavant, l'any 2001, va acollir els Memphis Grizzlies, un equip de l'NBA. Ambdós equips van deixar el recinte el 2004.
La Walter Pyramid és el pavelló de l'equip de bàsquet de l'NCAA de la Universitat Estatal de Califòrnia a Long Beach (Califòrnia). L'edifici consta de 18 plantes, té capacitat per a 5.000 espectadors i allotja un gimnàs i un centre de conferències. L'obra es va acabar 1998, amb un pressupost de 22 milions de dòlars. L'edifici adopta la forma d'una piràmide de 105 metres de costat i 56 metres d'altura, i l'acabat exterior està fat íntegrament per planxes d'alumini corrugat de color blau fosc.
La Transamerica Pyramid, amb 260 metres, és l'edifici més alt de la ciutat de San Francisco, a Califòrnia. La forma piramidal confereix a San Francisco un panorama urbà dels més reconeguts del planeta i s'ha convertit en un dels símbols de la ciutat. Dissenyat per l'arquitecte americà William Pereira, l'obra va començar el 1969 i es va acabar el 1972. Té dues vegades l'altura de la Piràmide de Kheops, encara que la base és més petita. Situada prop de la falla de San Andrés, es va tenir en compte que pogués resistir moviments sísmics; quan en succeeix un es pot notar l'oscil·lació, i així es pot afirmar que és l'única piràmide que «es mou».
La Piràmide de Tòquio (o Piràmide de Shimizu) està actualment en projecte. Està pensada com una enorme estructura multifuncional ubicada a la badia de Tòquio, al Japó. El projecte és de l'arquitecte italià Dante Bini i l'altura seria dotze vegades més gran que la Gran Piràmide de Guiza; tindria 2.004 metres d'altura i allotjaria en el seu interior una ciutat per a 750.000 persones en una superfície de 88 km². Està pensada per poder satisfer la demanda d'espai de Tòquio.